# Mirjam Puchnerová
Mirjam Puchnerová (* 18. května 1992 Schwarzach im Pongau, Salcbursko) je rakouská alpská lyžařka specializující se na rychlostní disciplíny sjezd a superobří slalom.
Na Zimních olympijských hrách 2022 v Pekingu získala při svém debutu „pod pěti kruhy“ stříbrnou medaili v superobřím slalomu. Ve Světovém poháru debutovala během ledna 2013 sjezdem v Sankt Antonu. V konečném hodnocení poháru se nejlépe umístila v sezóně 2021/2022 na 16. příčce. První závod vyhrála na březnovém světovém finále 2016 ve Svatém Mořici, kde ovládla sjezd. Do té doby bylo jejím maximem osmé místo. Do října 2022 ve Světovém poháru vyhrála 2 závody ve sjezdu.

## Soutěžní debuty
První soutěž Mezinárodní lyžařské federace odjela jako patnáctiletá v prosinci 2007, když v rakouském Gosau dojela padesátá pátá v obřím slalomu. Premiérovou účast v Evropském poháru zaznamenala během března 2010 ve francouzském Auronu, kde obsadila 14. příčku v Super-G. Debut ve Světovém poháru následoval v lednu 2013 sanktantonským sjezdem, v němž se umístila na 47. pozici. Na mistrovství světa se poprvé představila ve sjezdu únorového Světového šampionátu 2021 v Cortině d'Ampezzo, kde skončila jedenáctá. Švýcarsko na olympijských hrách poprvé reprezentovala na XXIV. zimní olympiádě v Pekingu. V Národním centru alpského lyžování se umístila na 2. místě v super-G.

## Světový pohár

### Stupně vítězů

#### Přehled
|        | Slalom | Obří slalom | Sjezd | Super-G | Kombinace | Paralel. sl. | Celkem |
| Výhry  | 0      | 0           | 2     | 0       | 0         | 0            | 2      |
| Pódium | 0      | 0           | 4     | 1       | 0         | 0            | 5      |

#### Závody
| Umístění na stupních vítězů |                   |                        |            |          |
| Sezóna                      | datum             | místo konání           | disciplína | umístění |
| 2016 (1 vítězství)          | 16. března 2016   | Svatý Mořic, Švýcarsko | sjezd      | 1.       |
| 2019 (1 vítězství)          | 13. března 2019   | Soldeu, Andorra        | sjezd      | 1.       |
| 2022                        | 3. prosince 2021  | Lake Louise, Kanada    | sjezd      | 3.       |
| 2022                        | 5. prosince 2021  | Lake Louise, Kanada    | Super-G    | 3.       |
| 2022                        | 18. prosince 2021 | Val-d'Isère, Francie   | sjezd      | 3.       |

### Konečné pořadí v sezónách
| Sezóna                        |         |         |             |         |         |           |         |
| Věk                           | Celkové | Slalom  | Obří slalom | Super-G | Sjezd   | Kombinace |         |
| 2014                          | 21 let  | 94.     | —           | —       | —       | 43.       | 22.     |
| 2015                          | 22 let  | 47.     | —           | —       | 26.     | 26.       | 21.     |
| 2016                          | 23 let  | 33.     | —           | —       | 28.     | 12.       | 23.     |
| 2017                          | 24 let  | 49.     | —           | —       | 27.     | 24.       | 44.     |
| 2018                          | 25 let  | zranění | zranění     | zranění | zranění | zranění   | zranění |
| 2019                          | 26 let  | 37.     | —           | —       | 36.     | 11.       | —       |
| 2020                          | 27 let  | 59.     | —           | —       | 25.     | 33.       | —       |
| 2021                          | 28 let  | 41.     | —           | —       | 25.     | 18.       | —       |
| 2022                          | 29 let  | 16.     | —           | —       | 11.     | 5.        | —       |
| Aktualizováno k 5. dubnu 2022 |         |         |             |         |         |           |         |

## Vrcholné akce

### Mistrovství světa
| Rok  | Věk    | Slalom | Obří slalom | Super-G | Sjezd | Kombinace |
| 2021 | 28 let | —      | —           | —       | 11.   | —         |

### Zimní olympijské hry
| Rok  | Věk    | Slalom | Obří slalom | Super-G | Sjezd | Kombinace |
| 2022 | 29 let | —      | —           | 2.      | —     |           |